# Adam av Wodeham
Adam av Wodeham (även Woodham), född 1298 i närheten av Southampton, död 1358 i Bury St Edmunds, var en engelsk franciskan och skolastisk filosof och teolog. Han var William Ockhams närmaste anhängare och betecknas, liksom denne, som nominalist.

## Biografi
Adam av Wodeham studerade under Walter Chatton och senare William Ockham. Han redigerade den sistnämndes Summa logicae och förberedde verket för utgivning. I Oxford studerade Wodeham Petrus Lombardus Sentenser under Richard FitzRalph och kom att under 1320-talet föreläsa om Lombardus verk. Wodeham reste år 1339 till Basel.
Adam av Wodeham avled år 1358 i franciskanklostret Babwell i Bury St Edmunds.

## Skrifter
Wodeham författade två kommentarer till Lombardus Sentenser: Lectura och Ordinatio. Lectura är en löst sammanhållen kommentar av Sentensernas första del, medan Ordinatio är en mera bred kommentar till verkets samtliga fyra delar.
I Tractatus de indivisibilibus argumenterar Wodeham mot filosofisk atomism.